# جاكيم دونالدسون
جاكيم دونالدسون (بالإنجليزية: Jakim Donaldson)‏ مواليد 3 سبتمبر 1983 في بيتسبرغ، هو لاعب كرة سلة أمريكي. بدأ مسيرته الاحترافية في سنة 2005. يلعب في الدوري الفرنسي لكرة السلة الدرجة الثانية. يحمل الرقم 7.

## المسيرة الاحترافية
لعب مع باريرينسي لكرة السلة في موسم 2005–2006، ثم لعب مع كانارياس لكرة السلة في الدوري الإسباني من سنة 2006 إلى 2010، ثم لعب مع منورقة لكرة السلة في موسم 2010–2011، ثم لعب مع كانارياس لكرة السلة في الدوري الإسباني من سنة 2011 إلى 2013.

## روابط خارجية
- جاكيم دونالدسون على موقع الدوري الإسباني لكرة السلة (الإسبانية)
- جاكيم دونالدسون على موقع كرة السلة الأوروبية.كوم (الإنجليزية)
- جاكيم دونالدسون على موقع ريلجم (الإنجليزية)
- جاكيم دونالدسون على موقع بروبوليرز (الإنجليزية)
- جاكيم دونالدسون على موقع سبورتس رفرنس (الإنجليزية)